# Far uscire il genio dalla bottiglia
«Far uscire il genio dalla bottiglia» oppure «il genio è uscito dalla bottiglia» (in inglese rispettivamente «let the genie out of the bottle» e «the genie is out of the bottle») è una frase idiomatica adoperata prevalentemente negli Stati Uniti d'America che delinea la situazione nella quale si fa accadere qualcosa (in particolare se di malevolo o indesiderato) che successivamente non può essere più fermato.
Questo modo di dire presenta molte analogie con le locuzioni «apprendista stregone» e «vaso di Pandora».

## Etimologia
Non si conosce con certezza chi coniò tale enunciato, ma esso deve il suo nome alla celeberrima favola Aladino e la lampada meravigliosa, contenuta nella raccolta di novelle arabo-indiana Le mille e una notte, la cui fama, nella cultura occidentale, ebbe inizio nel Settecento quando l'orientalista francese Antoine Galland ne fece una versione dall'arabo.

## Impiego

### Uso generale
L'espressione è ampiamente utilizzata in riferimento al concetto evidente di per sé che dal momento in cui un'entità qualsiasi viene inventata (in altre parole diventa tecnicamente fattibile e ripetibile) poi non esiste più la possibilità di rimuovere dalle menti degli uomini le conoscenze relative alla sua esecuzione assieme a tutte quelle propedeutiche a esse e al modo per acquisirne di nuove. Con l'ineluttabile conseguenza, appunto, che tale entità, anche in presenza di un accordo a livello globale per eliminarla, non potrà mai più essere cancellata completamente e per sempre dal mondo visto che ci sarà sempre qualcuno che, prima o poi (e in segreto o meno), la riprodurrà da qualche parte (in inglese si parla in questo caso di "breakout", cioè di "evasione" del divieto).
(Giacomo Matteotti rivolgendosi a degli esponenti fascisti qualche mese prima del proprio assassinio)
(Jacques Rogge, presidente del Comitato Olimpico Internazionale dal 2001 al 2013, in un'intervista alla BBC di Londra del 25 novembre 2008)
(Robert Plomin, insegnante di genetica del comportamento presso l'Istituto di psichiatria, psicologia e neuroscienze del King's College di Londra)

### Ambito di utilizzo maggiormente consuetudinario
Un contesto in cui questa formula viene particolarmente usata (anche nella lingua italiana) è quello dello sviluppo delle armi nucleari (soprattutto quelle all'idrogeno) che, con i relativi vettori intercontinentali, possono mettere in pericolo la sopravvivenza del genere umano. La principale motivazione addotta in favore del mantenimento degli arsenali nucleari infatti è proprio quella che, nonostante la presenza di trattati internazionali, nulla può impedire il rischio di "nuclear breakout", ossia che una qualche nazione non decida ugualmente di munirsene in futuro.
(J. Robert Oppenheimer, direttore scientifico del Progetto Manhattan, ricordando durante una sua intervista contenuta all'interno del documentario televisivo The Decision to Drop the Bomb del 1965 il momento nel quale venne effettuato il test Trinity)
(Malcolm Rifkind, ministro degli esteri della Gran Bretagna e Irlanda del Nord dal 1995 al 1997)